# Port Elizabeth (Saint Vincent en de Grenadines)
Port Elizabeth is een stad in Saint Vincent en de Grenadines en de hoofdplaats van de parish der Grenadines. De plaats telt 856 inwoners en is gelegen aan Admiralty Bay, die een natuurlijke haven voor de stad vormt, aan de westkust van het eiland Bequia.
In Port Elizabeth is een groente- en fruitmarkt met eveneens een aantal kleren- en souvenirstalletjes, alsook een bureau voor toerisme. De stad is de aanlegplaats voor regelmatige veerverbindingen met het hoofdeiland Saint Vincent en de andere grotere eilanden in de Grenadines.